# Molly Gordon
Molly June Gordon, née le 6 décembre 1995 à Los Angeles, Californie (États-Unis), est une actrice, scénariste et réalisatrice américaine.

## Biographie
Molly Gordon est née le 6 décembre 1995 à Los Angeles, Californie (États-Unis). Ses parents sont le réalisateur et acteur Bryan Gordon et la réalisatrice et scénariste Jessie Nelson.
Elle est amie avec Ben Platt et Beanie Feldstein depuis qu'elle est petite.

## Carrière
Elle débute au cinéma en 2001 dans le film de sa mère, Jessie Nelson, Sam, je suis Sam.
En 2015, elle joue de nouveau sous la direction de sa mère dans Noël chez les Cooper.
Entre 2016 et 2018, elle joue dans la série Animal Kingdom et la comédie Mère incontrôlable à la fac.
L'année suivante, elle tourne dans le premier film d'Olivia Wilde, Booksmart et Good Boys.
En 2023, elle tient le rôle récurrent de Claire dans la série The Bear, diffusée sur FX.

## Filmographie

### Cinéma

#### Longs métrages
- 2001 : Sam, je suis Sam (I Am Sam) de Jessie Nelson : Callie
- 2005 : Ma sorcière bien-aimée (Bewitched) de Nora Ephron : Une fille
- 2015 : Ithaca de Meg Ryan : Mary Arena
- 2015 : Noël chez les Cooper (Love the Coopers) de Jessie Nelson : Lauren Hesselberg
- 2018 : Mère incontrôlable à la fac (Life of the Party) de Ben Falcone : Maddie Miles
- 2019 : Booksmart d'Olivia Wilde : Annabelle "Triple-A"
- 2019 : Good Boys de Gene Stupnitsky : Hannah
- 2020 : Shiva Baby d'Emma Seligman : Maya
- 2020 : The Broken Hearts Gallery de Natalie Krinsky : Amanda
- 2022 : Am I OK? de Stephanie Allynne et Tig Notaro : Kat
- 2023 : You People de Kenya Barris (en) : Liza
- 2023 : Theater Camp d'elle-même : Rebecca-Diane

#### Courts métrages
- 2020 : Theater Camp d'elle-même : Silvia Ray
- 2020 : They Came from Below de Dylan Doornbos Hayes : Michelle

### Télévision

#### Séries télévisées
- 2015 : Orange Is the New Black : Stacy
- 2015 : Sin City Saints : Megan
- 2016 - 2018 : Animal Kingdom : Nicky Belmont
- 2018 : Our Cartoon President : Sarah Huckabee Sanders (voix)
- 2019 - 2022 : Ramy : Sarah
- 2022 - : Winning Time: The Rise of the Lakers Dynasty : Linda Zafrani
- 2023 : The Bear : Claire

### Réalisatrice et scénariste
- 2020 : Theater Camp d'elle-même : Silvia Ray (court métrage, également productrice)
- 2023 : Theater Camp : Rebecca-Diane (long métrage, également productrice)